# IJsland op het Eurovisiesongfestival 1996
IJsland nam deel aan het Eurovisiesongfestival 1996 in Oslo, Noorwegen. Het was de elfde deelname van het land op het Eurovisiesongfestival. De artiest werd gekozen via een interne selectie. RUV was verantwoordelijk voor de IJslandse bijdrage voor de editie van 1996.

## Selectieprocedure
Net zoals het voorbije jaar koos men ervoor om de kandidaat en het lied voor het festival via een interne selectie aan te duiden.
Men koos uiteindelijk voor de zangeres Anna Mjöll met het lied "Sjúbídú".

## In Oslo
Op het Eurovisiesongfestival moest IJsland aantreden als 19de, na Finland en voor Polen. Aan het einde van de puntentelling bleek dat Mjöll op de 13de plaats was geëindigd met 51 punten.
Nederland en België hadden geen punten over voor deze inzending.

### Gekregen punten

#### Finale
| 12 punten   | 10 punten | 8 punten                       | 7 punten | 6 punten                           |
| ----------- | --------- | ------------------------------ | -------- | ---------------------------------- |
|             | - Ierland | - Estland                      |          | - Oostenrijk - Portugal - Slovenië |
| 5 punten    | 4 punten  | 3 punten                       | 2 punten | 1 punt                             |
| - Noorwegen |           | - Griekenland - Polen - Spanje |          | - Slowakije                        |

### Punten gegeven door IJsland

#### Finale
Punten gegeven in de finale:
| 12 punten | Estland             |
| 10 punten | Portugal            |
| 8 punten  | Noorwegen           |
| 7 punten  | Finland             |
| 6 punten  | Zweden              |
| 5 punten  | Kroatië             |
| 4 punten  | Verenigd Koninkrijk |
| 3 punten  | Zwitserland         |
| 2 punten  | Nederland           |
| 1 punt    | Slovenië            |